# Майлз, Марк Джерард
Марк Джерард Майлз (англ. Mark Gerard Miles; род. 13 мая 1967, Гибралтар, Великобритания) — английский прелат и ватиканский дипломат. Титулярный архиепископ Читта Дукале с 5 февраля 2021. Апостольский нунций в Бенине с 5 февраля 2021 по 9 июля 2024. Апостольский нунций в Того со 2 марта 2021 по 9 июля 2024. Апостольский нунций в Коста-Рике с 9 июля 2024.  